# 소켓 sTR5
소켓 sTR5는 AMD가 설계한 LGA(랜드 그리드 배열) CPU 소켓이다. 2023년 11월 출시된 Zen 4 기반 라이젠 스레드리퍼 7000(Ryzen Threadripper 7000) 시리즈를 지원한다.

## 세부 내용
sTR5는 라이젠 스레드리퍼 HEDT 및 라이젠 스레드리퍼 프로 워크스테이션 프로세서 라인업을 위한 소켓이다. 이는 각각 별도의 소켓인 sTRX4 및 sWRX8에 있던 이전 세대(3000 및 5000 시리즈) 라이젠 스레드리퍼/스레드리퍼 프로 프로세서와는 다르다.
sTR5 소켓에는 HEDT 소비자 시스템용 TRX50과 전문 워크스테이션 시스템용 WRX90이라는 두 가지 칩셋을 사용할 수 있다. TRX50은 Threadripper 및 Threadripper PRO CPU 모델을 모두 지원하는 반면, WRX90은 Threadripper Pro 모델만 지원한다.
소켓 sTR5는 DDR5 ECC RDIMM 메모리 및 PCIe 5.0을 지원한다. 등록되지 않은 DIMM, 비ECC RAM 또는 DDR4는 지원하지 않는다. Threadripper PRO CPU 및 WRX90 마더보드를 사용하는 경우 최대 메모리 채널 수는 8개이고 최대 PCIe 5.0 레인 수는 128개이다.

## 같이 보기
- 라이젠